# إرنست ليونارد لي
إرنست ليونارد لي هو سياسي كندي، ولد في 19 سبتمبر 1923 في كندا، وتوفي في 8 يوليو 1977 في كندا. حزبياً، نشط في حزب الائتمان الاجتماعي في ألبرتا ‏. وقد انتخب عضو الجمعية التشريعية ألبرتا.